# Знаменский, Андрей Александрович
Андре́й Алекса́ндрович Зна́менский (21 ноября 1887, Область Войска Донского — 5 августа 1943) — русский революционер, большевик, советский военный и государственный деятель.

## Деятельность до 1917 года
Родился в семье казака Области Войска Донского. Член РСДРП с 1905 года, член Иркутского комитета РСДРП.
В 1906 году он руководил выборами в Государственную Думу 2 созыва кандидатов от РСДРП в Омске и Иркутске.
С 1906 по 1908 годы учился в Томском технологическом институте.
Дважды судим, на «Сибирском процессе 54-х» приговорён к 2,5 годам тюрьмы.
С 1911 по 1915 год учился в Московском университете на юридическом факультете.
С 1915 года — сотрудник инструкторского отдела Центросоюза потребкооперации России.[уточнить]

## 1917 год
В феврале-октябре 1917 — член Московского комитета РСДРП(б) .
В октябре 1917 — член военно-революционного комитета Лефортовского района Москвы.
25 июня 1917 года по списку РСДРП(б) был избран гласным Московской городской думы.

## Гражданская война
С ноября 1917 по весну 1918 в составе «Московского отряда особого назначения» воевал с немцами на Украине. Участвовал в наступлении красных войск на Киев, где командовал крупным соединением.
В 1918 — июле 1919 — член президиума Моссовета.
С 11 июня 1919 по 4 июля 1920 года — член РВС 10-й армии, член временного Донского облисполкома.
В июне–августе 1920 года — председатель Донского облисполкома.
С 1920 года — член Дальневосточного бюро ЦК РКП(б), член Совета министров — министр внутренних дел Дальневосточной Республики.
В 1921 году был делегатом 10-го съезда РКП(б).
В 1921 – апреле 1922 года был на руководящей работе в Моссовете.
В октябре 1922 – апреле (возможно, августе) 1923 года — Начальник Главного Управления РККВВФ РККА.

## Народный комиссариат иностранных дел
С сентября 1923—1924 — уполномоченный ЦК РКП(б) в Бухарской НСР — полпред СССР в Бухаре. Уполномоченный НКИД СССР в Узбекистане и Средней Азии (1924—июнь 1928).
В 1920-х годах, будучи уполномоченным Наркоминдел в Средней Азии, Знаменский оказывал помощь А. А. Семёнову в его работе по изучению Афганистана.
В 1930—1932 годах — Генеральный консул СССР в Мукдене (Китай).
В 1941 году без выдвижения официальных обвинений уволен из НКИД и зачислен в его резерв.